# Smith Island, Nunavut (Hudson Bay)
Smith Island är en ö i Kanada.   Den ligger i territoriet Nunavut, i den östra delen av landet, 1 700 km norr om huvudstaden Ottawa. Arean är 125 kvadratkilometer.
Terrängen på Smith Island är lite kuperad. Öns högsta punkt är 315 meter över havet. Den sträcker sig 13,1 kilometer i nord-sydlig riktning, och 23,4 kilometer i öst-västlig riktning.
Trakten runt Smith Island består i huvudsak av gräsmarker.